# Coluzea wormaldi
Coluzea wormaldi is een slakkensoort uit de familie van de Turbinellidae. De wetenschappelijke naam van de soort is voor het eerst geldig gepubliceerd in 1971 door Powell.